# Secret People
Pour plus de détails, voir Fiche technique et Distribution.
Secret People est un film britannique réalisé par Thorold Dickinson et sorti en 1952.

## Synopsis
En Europe, dans les années 1930, à cause de son activisme anti-dictatorial, un père confie ses deux filles, Maria et sa jeune sœur Nora, aux bons soins d’Anselmo, un ami italien réfugié à Londres. Peu après, le père est assassiné dans un complot fomenté par le dictateur. Sept ans plus tard, lors d’un week-end à Paris, Maria revoit par hasard Louis, son amoureux français de toujours, qui lui demande de l’aider dans sa traque du meurtrier de son père. Maria et Nora vont être fortement compromises lorsque la bombe destinée au dictateur tue malencontreusement un innocent.

## Fiche technique
- Titre : Secret People
- Titre original : The Secret People
- Réalisateur : Thorold Dickinson
- Scénario : Thorold Dickinson et Wolfgang Wilhelm d'après une histoire de Thorold Dickinson et Joyce Cary
- Musique : Robert Gerhard
- Photographie : Gordon Dines
- Son : Arthur Bradburn
- Montage : Peter Tanner
- Décors : William Kellner
- Costumes : Anthony Mendleson
- Pays d'origine :  Royaume-Uni
- Tournage :
  - Langue : anglais
  - Intérieurs : Ealing Studios[1] (Grand Londres)
- Producteur : Sidney Cole
- Société de production : Ealing Studios (Royaume-Uni)
- Sociétés de distribution : General Film Distributors, Lippert Pictures Inc.
- Format : noir et blanc — 35 mm — 1.37:1 — monophonique
- Genre : drame
- Durée : 96 minutes
- Date de sortie : 5 février 1952 au  Royaume-Uni

## Distribution
- Valentina Cortese : Maria Brentano
- Audrey Hepburn : Nora Brentano
- Serge Reggiani : Louis
- Charles Goldner : Anselmo
- Angela Fouldes : Nora enfant
- Megs Jenkins : Penny
- Irene Worth : Miss Jackson
- Reginald Tate : l’inspecteur Eliot

## Autour du film
- Premier film où Audrey Hepburn a l’occasion de se distinguer dans un rôle secondaire.